# ウェヴェルソン・モレイラ・ダ・コスタ
ウェヴェルソン（Weverson）またはウェヴェルソン・コスタ（Weverson Costa）ことウェヴェルソン・モレイラ・ダ・コスタ（ポルトガル語: Weverson Moreira da Costa、2000年7月5日 - ）は、ブラジルのサッカー選手。ポジションはDF。

## クラブ歴
サンパウロFCの下部組織出身。2020年にレッドブル・ブラガンチーノに期限付き移籍し、7月24日に行われたカンピオナート・パウリスタのサンパウロ戦でスターティングメンバーに抜擢され選手初出場。

## 代表歴
2017年に2017 南米U-17選手権のメンバーとして同大会に参加し優勝、2017 FIFA U-17ワールドカップにも参加した。